# (3835) Korolenko
(3835) Korolenko est un astéroïde de la ceinture principale.

## Description
(3835) Korolenko est un astéroïde de la ceinture principale. Il fut découvert le 23 septembre 1977 à Naoutchnyï par Nikolaï Tchernykh. Il porte le nom de Vladimir Korolenko. Il présente une orbite caractérisée par un demi-grand axe de 2,67 UA, une excentricité de 0,16 et une inclinaison de 12,6° par rapport à l'écliptique.

## Compléments